# Isaac Babbitt
Isaac Babbitt (Taunton, 26 luglio 1799 – Somerville, 26 maggio 1862) è stato un inventore statunitense, conosciuto per aver creato la lega che porta il suo nome, Babbitt, nel 1839.

## Biografia
Isaac Babbitt fu un orafo che sperimentò nelle leghe. Nel 1824 creò il metallo di Britannia detto anche Britannium usato per le suppellettili della Crossman & Company. Dopo il successo commerciale si spostò a Boston nel 1834. venne ingaggiato come sopraintendente alla South Boston Iron Company, ovvero le fonderie Alger, dove creò il primo cannone in ottone degli USA. Nello stesso periodo creò, nel 1839, la lega famosa che prende il suo nome ovvero la lega di Babbitt. Ricevette nel 1841 la medaglia d'oro dalla Massachusetts Charitable Mechanic Association, e il Congresso USA diede 20000 $. Brevettò il materiale in Inghilterra nel 1844 e in Russia nel 1847.

## Brevetti
- "A Mode of Making Boxes for Axles and Gudgeons", U.S. Patent 1252, July 17, 1839
- "Metallic Hones for Sharpening Razors", U.S. Patent No. 10,5254, May 23, 1854